# Katalanen
Katalanen (von lateinisch Catalanus, der Katalane, von Catalonia) sind Angehörige eines zu den Romanen gezählten Volkes mit katalanischer Muttersprache, das im Mittelmeerraum im Nordosten der Pyrenäenhalbinsel beheimatet ist.

## Begriff
Üblicherweise werden die einheimischen Bewohner der spanischen Region Katalonien und der französischen Pyrenäenausläufer um Perpignan als Katalanen bezeichnet. Die spanischen und die französischen Katalanen haben eine gemeinsame Sprache. Zusammenfassend lassen sich auch die Katalanisch sprechenden Bevölkerungen aller sogenannten Països Catalans insgesamt als Katalanen im Sinne einer Sprachgemeinschaft ansprechen. Historisch kann die Benennung eine Herkunft aus der Katalanisch sprechenden Levante, insbesondere aus den katalanischen Grafschaften und dem Fürstentum Katalonien innerhalb des Aragonesischen Reiches bezeichnen.
Im deutschsprachigen Kontext wurde der Begriff gelegentlich auch verwendet, um eine katalanische Ethnie zu beschreiben. Diese soll die Gesamtheit der Katalanischsprecher in den Països Catalans umfassen. Eine solche Sichtweise wird jedoch weder von der Wissenschaft noch von der Mehrheit der katalanischen Nationalisten geteilt. Im Diskurs Letzterer nimmt vielmehr der Begriff der Nation eine zentrale Stellung ein, eine Zuordnung von Individuen zu einer bestimmten ethnischen Gruppe spielt dabei keine Rolle.

## Sprache
Die katalanische Sprache ist eine romanische Sprache, die dem Okzitanischen nahesteht und ein Bindeglied zwischen den galloromanischen und den iberoromanischen Sprachen bildet.

## Lebensraum
Katalanen im Sinne von katalanischsprachigen Bevölkerungen leben heute in den spanischen Autonomiegebieten Katalonien und Valencia, im östlichen Grenzgebiet von Aragonien (Franja de Aragón), in einer kleinen Sprachinsel im Nordwesten der Provinz Murcia, auf den Balearen, im französischen Roussillon („Nordkatalonien“), in Andorra und im italienischen Alghero auf Sardinien.

## Kontroversen
Viele mit der sprachlichen, kulturellen, historischen und nationalen Identität der Katalanen und der Beanspruchung daraus erwachsender politischer Rechte verbundene Fragen sind innerhalb und außerhalb Spaniens und Kataloniens hoch umstritten. Dazu gehören auch Umfang und Definition der katalanischen Länder und der katalanischen Sprachgemeinschaft. Der Katalanismus, der besonders im Norden und Westen der Region Katalonien eine breite Anhängerschaft besitzt, setzt sich für die nationale, kulturelle und zunehmend auch staatliche Eigenständigkeit des katalanischen Volkes ein und dehnt dieses Anliegen mitunter auch auf die Bewohner der übrigen katalanischsprachigen Länder aus.